# Камий
Камий (полное имя Камий Дальме (фр. Camille Dalmais), род. 10 марта 1978 года, Париж) — французская певица, музыкант и актриса. Наряду с сольной карьерой выступает в коллективе Nouvelle Vague.

## Ранние годы
Камий родилась и выросла в Париже. С детства интересовалась босса-новой и американскими мюзиклами, училась балету. Благодаря матери — учителю английского языка, хорошо владеет английским. Впервые исполнила собственную песню «Un Homme Déserté» в возрасте 16 лет в гостях на свадьбе. В начале 2000-х, выступая в парижских джазовых клубах, Камий впервые была задействована на киносъемках фильма «Жало рассвета» и исполнила для саундтрека песню «La Vie la Nuit».
До начала музыкальной карьеры Камий училась в Парижском Институте Политических Наук (Institut d'Études Politiques de Paris).

## Музыкальная карьера
В начале 2002 года, Камий заключила контракт с Virgin Records и записала свой первый студийный альбом Le Sac des Filles. В 2004 году началось её сотрудничество с Марком Коллином и его коллективом Nouvelle Vague, играющем в жанрах новой волны и босса-новы. В первом альбоме коллектива Камий исполнила песни «Too Drunk to Fuck», «In a Manner of Speaking», «The Guns of Brixton», и «Making Plans for Nigel».
В 2005 году она выпустила альбом Le Fil (Нить), в котором содержался авангардистский элемент — все песни альбома были объединены общим фоновым звуком, нитью продолжающимся от начала до конца. Мелодии песен строились на голосе с минимальным сопровождением контрабаса и клавишных. Le fil быстро стал золотым альбомом.

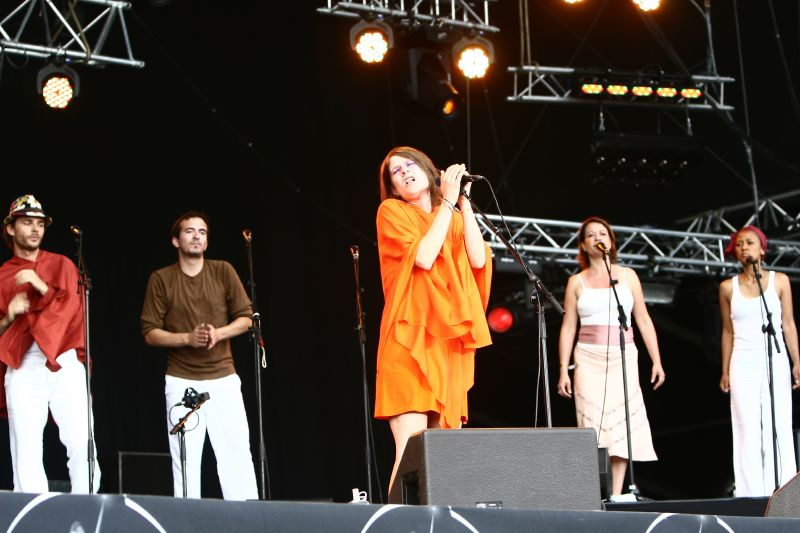
Камий на фестивале Eurockéennes, 2008 год

Песня «Pâle Septembre» (Бледный сентябрь) — отклик на события 11 сентября 2001 года. (Строки в песне: «Mais qui est cet homme qui tombe de la tour? Mais qui est cet homme qui tombe des cieux? Mais qui est cet homme qui tombe amoureux?» (Но кто этот человек, падающий из башни? Но кто этот человек, падающий с неба? Но кто этот влюблённый человек?) Песня «Ta Douleur» заняла 26 место в австралийском чарте Triple J Hottest 100.
Песня «1, 2, 3» с альбома Le Sac des Filles была использована в рекламе духов Promesse от Cacharel. Песня «Waves» использовалась в рекламе Perrier.
В 2007 Камий записала песню «Le Festin» для саундтрека к мультфильму Рататуй.
Новый, англоязычный альбом Music Hole вышел 7 апреля 2008 года. Первый сингл «Gospel With No Lord» вышел в формате цифровой дистрибуции 11 февраля 2008 года.
Снялась в фильме «За сигаретами» / Elle s’en va (2013).

## Дискография
- Le Sac des Filles — (23 сентября 2002) Virgin/EMI
- Le Fil — (14 февраля 2005) Virgin Records
- Live au Trianon — (13 марта 2006) Virgin Records
- Music Hole — (7 апреля 2008) Virgin Records
- Ilo Veyou — (3 октября 2011) Virgin/EMI

## Награды и премии
- 2005 — Prix Constantin за альбом Le Fil.
- 2006 — Victoires de la musique за Живое исполнение группой или исполнителем Года (Le Fil).
- 2006 — Victoires de la musique — Альбом Года (Le Fil).
- 2007 — BBC Radio 3 Awards — Лучший Европейский исполнитель[8].
- 2009 — Victoires de la Musique — Женская группа или исполнительница Года